# 지브롤터 여자 축구 국가대표팀
지브롤터 여자 축구 국가대표팀은 지브롤터를 대표하는 여자 축구 국가대표팀으로 지브롤터 축구 협회에서 관리한다. 2021년 6월 24일 리히텐슈타인과의 친선 경기를 통해 공식 국제 경기에 첫 발을 내디뎠다.

## 국제 대회 경력
지브롤터는 아직 여자 축구 국제 대회 출전 기록이 전무하다.

## 같이 보기
- 지브롤터 축구 국가대표팀